# Petros Lampadarios
Petros Lampadarios (griechisch Πέτρος Λαμπαδάριος, genannt ο Πελοποννήσιος – o Peloponnísios („der Peloponnesier“); * um 1730 in Tripolis auf Morea; † 1777 in Konstantinopel) war ein griechischer Komponist.
Lampadarios lebte und wirkte in Konstantinopel und wurde kurz vor seinem Tode Musiklehrer an einer Musikschule des Ökumenischen Patriarchats von Konstantinopel.
Er schuf im Auftrag des Metropoliten von Bosnien Bearbeitungen von Werken des Hymnographen Manuel Chrysaphes, die er mit einem altkirchenslawischen Text versah.
| Personendaten    | Personendaten          |
| ---------------- | ---------------------- |
| NAME             | Lampadarios, Petros    |
| ALTERNATIVNAMEN  | Peloponnesios          |
| KURZBESCHREIBUNG | griechischer Komponist |
| GEBURTSDATUM     | um 1730                |
| GEBURTSORT       | Tripolis auf Morea     |
| STERBEDATUM      | 1777                   |
| STERBEORT        | Konstantinopel         |